# サムティ・レジデンシャル投資法人
サムティ・レジデンシャル投資法人（-とうしほうじん）は、東京都千代田区に本部を置く投資法人。東証上場（J-REIT）。

## 概要
サムティがメインスポンサー、大和証券グループ本社がサブスポンサーで、資産運用会社は「サムティアセットマネジメント株式会社」（サムティ67%、大和証券グループ本社33%出資）である。
全国主要都市の賃貸住宅を中心に投資する住宅特化型REITである。投資比率は「主要地方都市」（京阪神、名古屋市、札仙広福）50%、「その他地方都市」20%、「首都圏」30%程度としている。サムティが開発する賃貸マンション「S-RESIDENCE」の組入に加えて、第三者開発の物件は「S-FORT」というブランド名にしている。
設立・上場当初はサムティ単独スポンサーであったが、2018年2月1日にサムティは資産運用会社の株式33%を大和証券グループ本社に譲渡し、大和証券グループ本社がサブスポンサーとなった。また、2019年9月には、大和証券グループ本社が追加で本投資法人の投資口を取得したことで、同社の子会社である大和PIパートナーズが所有する投資口を合わせて発行済投資口数に対する所有割合は40.15%となり、緊密な者であるサムティの所有割合も合わせると50%超となることから、本投資法人は大和証券グループ本社の連結子会社となった。

## 沿革
- 2015年3月16日 - 本投資法人の設立
- 2015年4月6日 - 投信法第187条に基づく登録の実施（登録番号 関東財務局長 第101号）
- 2015年6月30日 - 東京証券取引所に上場

## ポートフォリオ
2020年11月30日時点で以下の通り。
- 物件数：132物件
- 取得価格合計：118,417百万円
- 地域別投資比率：主要地方都市47.9%、その他地方都市24.8%、首都圏27.3%